# Barbus altidorsalis
Barbus altidorsalis és una espècie de peix cipriniforme de la família dels ciprínids.

## Morfologia
Els mascles poden assolir els 36 cm de longitud total.

## Distribució geogràfica
Es troba al tram superior del riu Zambezi.